# Hard Rock Cafe

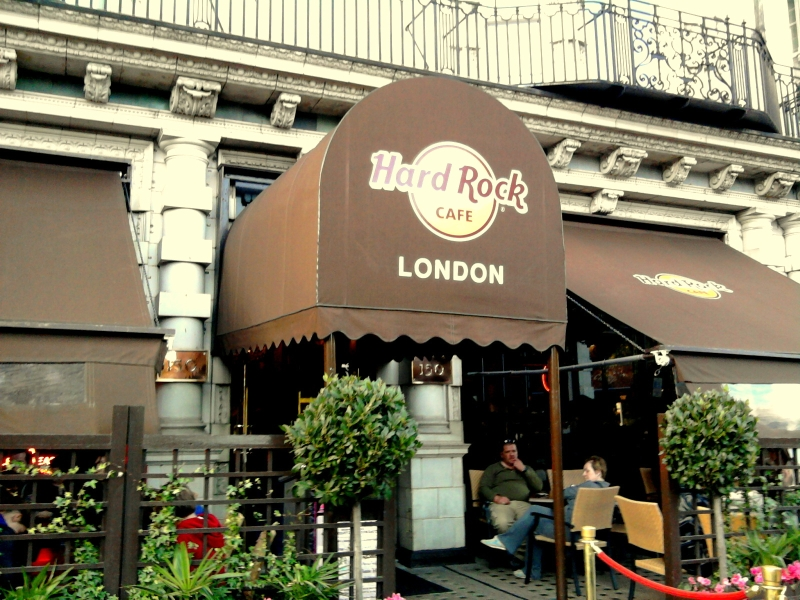
Hard Rock Cafe Лондон, с которого всё началось

Hard Rock Cafe — сеть кафе-баров, основанная американцами Айзеком Тигреттом и Питером Мортоном. Первое кафе открылось в 1971 году в Лондоне, в помещении бывшего автомагазина Rolls-Royce.
В 2006 году сеть ресторанов Hard Rock Cafe была куплена племенем индейцев семинолов за $965 млн, и теперь главный офис находится в Орландо, штат Флорида.

## История проекта
Всё началось с подачи легендарной американской рок-группы «The Doors» из Лос-Анджелеса. В конце 1969 года музыканты решили записать свой очередной, пятый, альбом. Лидер группы Джим Моррисон решил назвать его «Моррисон отель» по названию отеля на 1246 South Hope Street в Лос-Анджелесе. Но хозяева отеля не разрешили фотографировать гостиницу и ребята, улучив момент, когда никого не было, зашли внутрь и сделали фото для обложки. Отъехав от отеля, они вдруг через пару кварталов обнаружили небольшую закусочную Hard Rock Café на 300 East 5th Street. Учитывая, что группа записывала этот альбом в жестком хард-роковом стиле, это название ещё лучше подходило им. Музыканты зашли в кафе, выпили по бутылочке пива, фотограф Генри Дилтц сделал несколько снимков. Фотографию «Хард Рок Кафе» поместили на заднюю сторону обложки альбома. Решили использовать оба названия: но первую сторону диска назвали «Хард Рок Кафе», вторую «Моррисон Отель». Альбом Morrison Hotel вышел в свет 1 февраля 1970 года и имел большой успех.
Далее рассказывает фотограф группы Генри Дилтц: «Где-то через год после выхода альбома нам позвонил какой-то парень из Англии и сказал: „Привет. Вы не будете возражать, если мы используем название кафе с задней обложки Вашего альбома? Мы задумали открыть кафе здесь, в Лондоне, и мы хотели бы дать ему это имя“. Ребята сказали: „Мы не возражаем, действуйте“, и так всё началось. Теперь каждый раз, когда я вхожу в „Хард Рок Кафе“ безотносительно города, в котором я нахожусь, я всегда чувствую, что должен получить бесплатный гамбургер».
Первое «Хард Рок Кафе» открыли 14 июня 1971 года в Лондоне на Олд Парк Лэйн, где сходятся Гайд парк Корнер и Пикадилли, молодые (по 24 года) американцы Питер Мортон и Айзек Тигретт. Кафе предлагало посетителям американскую кухню и американские напитки. Известный во всём мире логотип «Хард Рок Кафе» сделал знаменитый британский дизайнер и иллюстратор Алан Олдридж.

## Распространение
На июль 2015 года Hard Rock Cafe в мире насчитывалось 288 кафе более чем в 50 странах; на начало 2020 года — 374 (при этом множество их и закрылось; также ожидается открытие ещё нескольких по всему миру).
Первое «Hard Rock Cafe» в Восточной Европе открылось в 2003 году в Москве, 
в 2007 году — в Варшаве, 
в 2008 — в Бухаресте, 
в 2009 — в Праге, 
в 2010 — в Кракове, 
в 2011 — в Будапеште, 
Второе в СНГ — в 2014 году в Алма-Ате; 
также, в 2016 году открылись два бара в Закавказье: Тбилиси (закрылось в конце 2019) и Баку. 
в 2018 — в Санкт-Петербурге,
в 2022 — в Ереване. В 2020 году HRC в Алма-Ате закрылось.

### В России
В России первое «Хард Рок Кафе» открылось в октябре 2003 года; на церемонии наблюдался аншлаг: огромное заведение (2100 кв. м, 320 посадочных мест) не смогло вместить всех желающих. Оно разместилось в старинном трехэтажном особняке на Арбате.  
Дверные ручки из меди выполнены в форме гитар. Внутри — синтетическое пространство традиционного английского паба и русского дворянского дома. Стены увешаны рок-н-ролльными реликвиями и артефактами, которые владельцы сети собирали по всему миру. Среди экспонатов — шуба, принадлежавшая Джими Хендриксу, а также детали сценических костюмов Мадонны, Элтона Джона, группы Kiss, инфернальная мантия Оззи Озборна, кожаная куртка Игги Попа. Стены музея-ресторана украшают музыкальные инструменты с автографами владельцев - гитары, а также балалайка Стаса Намина. Над винтовой лестницей с мраморными ступенями висит люстра с электрогитарами. "Хард Рок Кафе" Москва работало до 2022 года, после празднования Хэллоуина на официальном аккаунте кафе в Instagram появилось сообщение о закрытии.
В 2018 году появилось второе заведение сети в России — в Санкт-Петербурге. Кафе открылось в недавно реконструированном, историческом, здании Никольских рядов на Садовой улице.  
Петербургское "Хард Рок Кафе" закрылось в 2022 году. 

## Антураж

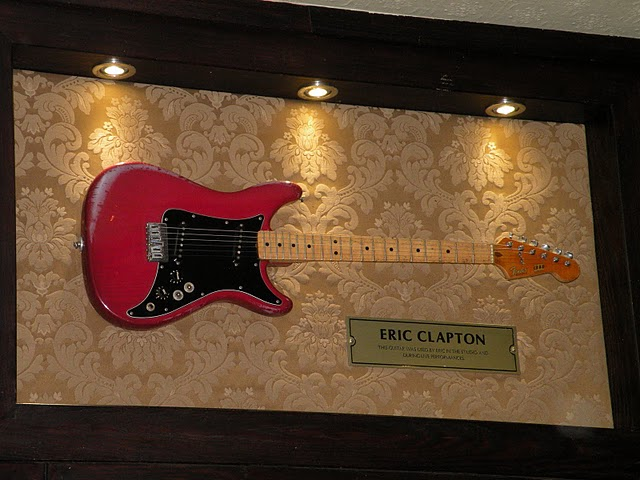
Потёртый Fender Lead II Клэптона в Hard Rock Cafe London

Название кафе привлекало внимание как музыкантов, так и поклонников рок-музыки. Главную известность кафе приобрело из-за свободной атмосферы, которая в нём царит, грохочущей музыки с телеэкранов и многочисленных музыкальных реликвий, развешанных на стенах заведения.
Реликвии — это гитары с автографами рок-музыкантов, билеты на концерты, плакаты или редкие фотографии артистов, которые висят на стенах кафе. Коллекция была начата в 1979 году частым гостем лондонского «Хард Рок Кафе» — знаменитым гитаристом Эриком Клэптоном, который вручил кафе свою пошарпанную красную гитару марки Фендер, чтобы её повесили над его любимым местом и таким образом он имел приоритет на этот столик. Через две недели, увидев гитару Клэптона, гитарист известной британской рок-группы «The Who» Пит Таунсенд также подарил этому кафе свою чёрную гитару Gibson Les Paul DeLuxe с надписью «А моя не хуже. С любовью, Пит». Отсюда всё и пошло.
Ныне сеть ресторанов Hard Rock Cafe обладает самой большой коллекцией реликвий такого рода во всем мире — более 70 тыс. экспонатов: разнообразные гитары известных рокеров, прочие музыкальные инструменты и аксессуары, мотоциклы, авто, даже один автобус.